# کوین آلن (هنرپیشه)
کوین آلن (انگلیسی: Kevin Allen؛ زادهٔ ۱۵ سپتامبر ۱۹۵۹) یک هنرپیشه، نویسنده، کارگردان، تهیه‌کننده اهل ولز است.

## فیلمشناسی
- مأمور کدی بنکس ۲: مقصد لندن